# Hymn Aruby
Aruba Dushi Tera („Aruba drogocenny kraj”) – hymn państwowy Aruby. Został przyjęty w 1986 roku. Słowa napisał Juan Chabaya Lampe, a muzykę skomponował Rufo Inocencio Wever.

## Oficjalne słowa wpapiamento
Aruba patria aprecia

nos cuna venera

chikito y simpel bo por ta

pero si respeta.

    O, Aruba, dushi tera

    nos baranca tan stima

    nos amor p'abo t'asina grandi

    cu'n tin nada pa kibre

Bo playanan tan admira

cu palma tu dorna

bo escudo y bandera ta

orgullo di nos tur!

 

    O, Aruba, dushi tera

    nos baranca tan stima

    nos amor p'abo t'asina grandi

    cu ntin nada pa kibre

 

Grandeza di bo pueblo ta

su gran cordialidad

cu Dios por guia y conserva

su amor pa libertad!

 

    O, Aruba, dushi tera

    nos baranca tan stima

    nos amor p'abo t'asina grandi

    cu'n tin nada pa kibre